# 北海道道428号奥美葉牛沼田線
北海道道428号奥美葉牛沼田線（ほっかいどうどう428ごう おくびばうしぬまたせん）は、北海道雨竜郡北竜町と沼田町を結ぶ一般道道（北海道道）である。

## 概要

### 路線データ
- 起点：北海道雨竜郡北竜町字美葉牛（国道233号交点）
- 終点：北海道雨竜郡沼田町字北竜（国道275号交点）
- 路線延長：6.7km

## 歴史
- 1962年（昭和37年）8月1日 路線認定[1]。

## 地理

### 通過する自治体
- 空知総合振興局
  - 雨竜郡北竜町
  - 雨竜郡沼田町

### 交差する道路
北竜町
- 国道233号 - 美葉牛（起点）
- 深川留萌自動車道（直接は接続しない）

沼田町
- 北海道道549号峠下沼田線 - 北竜（終点）
- 国道275号 - 北竜（終点）